# 偏愛カフェ
『偏愛カフェ』（へんあいカフェ）は、有咲めいかによる日本の漫画。『ゴーゴーバンチ』（新潮社）にてvol.10（2016年10月1日）からvol.21（2018年2月9日）まで連載後、同社のコミック配信サイト『Bバンチ』に移籍して2018年4月13日から2020年3月6日まで配信されていた。
本作は、千日 浩（せんにち ひろ）がマスターを務めるカフェ『statice』に訪れる「性的倒錯者（パラフィリアン）」の告白とその後を描いた一話完結の漫画作品であり、生理血嗜好や妊婦性愛、人形性愛といった様々な性的倒錯が取り上げられている。
また、本作には浩の妹である、かりんも登場しており、物語の中で浩が妹の殺した人物の死体処理をしていることも明かされている。

## 評価
奈良崎コロスケはこのマンガがすごい!WEBに寄せたコラムの中で、「グロテスク全開な作品ではないものの、読者によってはどうしても受け付けない回が含まれている危険性がある。それでも性的倒錯の世界を覗きたい人にはお勧めであり、いびつな愛の世界を堪能できるだろう」と評した。

## 書誌情報
- 有咲めいか 『偏愛カフェ』 新潮社 〈BUNCH COMICS〉、全7巻
  1. 2017年1月7日発売[3]、ISBN 978-4-10-771943-0
  2. 2017年8月9日発売[4]、ISBN 978-4-10-771999-7
  3. 2018年4月9日発売[5]、ISBN 978-4-10-772066-5
  4. 2018年10月9日発売[6]、ISBN 978-4-10-772124-2
  5. 2019年5月9日発売[7]、ISBN 978-4-10-772185-3
  6. 2019年12月9日発売[8]、ISBN 978-4-10-772240-9
  7. 2020年5月9日発売[9]、ISBN 978-4-10-772284-3